# Хубъярлы
Хубъярлы  (азерб. Xubyarlı) — село в Джебраильском районе Азербайджана.

## История
В годы Российской империи село Хубъярлы входило в состав Джебраильского уезда Елизаветпольской губернии, а в советские годы —  в состав Джебраильского района Азербайджанской ССР.
В результате Первой карабахской войны в августе 1993 года село перешло под контроль непризнанной Нагорно-Карабахской Республики. Фактический контроль сепаратистскими силами осуществлялся до 30 октября 2020 года. 30 октября 2020 года президент Азербайджана Ильхам Алиев заявил, что азербайджанская армия взяла контроль над селом Хубъярлы в Джебраильском районе.

## Достопримечательности
В селе Хубъярлы находились «Круговая» (XV век) и восьмиугольная (XVI век) усыпальницы, которые занимали особое место в средневековой архитектуре. Усыпальницы были отреставрированы в 80-х годах XX века, но были разрушены после взятия контроля над селом армянскими вооружёнными силами.

## Экономика
До 1993 года основной отраслью хозяйства была животноводство.